# Boulogne - Jean Jaurès (métro de Paris)
Pour les articles homonymes, voir Jaurès.
Ne doit pas être confondu avec Jaurès (métro de Paris).
Boulogne - Jean Jaurès est une station de la ligne 10 du métro de Paris, située sur la commune de Boulogne-Billancourt.

## Situation
La station est implantée à la limite administrative entre le quartier Parchamp - Albert Kahn à l'ouest et le quartier des Princes - Marmottan à l'est. Elle se trouve sous la rue du Château (D 102), entre l'intersection avec le boulevard Jean-Jaurès (D 2) et le croisement avec la rue Fessart.
En direction de Gare d'Austerlitz, elle précède la boucle d'Auteuil, laquelle marque l'entrée de la ligne sur le territoire communal de Paris. Approximativement orientée selon un axe est-ouest, cette station s'intercale entre le terminus occidental de Boulogne - Pont de Saint-Cloud d'une part et les stations Porte d'Auteuil (depuis Gare d'Austerlitz) ou Michel-Ange - Molitor (vers Gare d'Austerlitz) d'autre part, ces deux dernières lui étant distantes de près de 1 600 mètres vers le nord-est.

## Histoire
La station est ouverte le 3 octobre 1980, marquant la première phase d'une extension de la ligne 10 ayant pour but de desservir les quartiers nord de Boulogne, éloignés de la ligne 9. Elle joue alors provisoirement le rôle de terminus occidental (depuis Gare d'Austerlitz) en remplacement de Porte d'Auteuil jusqu'au 2 octobre 1981, date à laquelle le prolongement d'une station supplémentaire jusqu'au terminus actuel de Boulogne - Pont de Saint-Cloud est mis en service. Les manœuvres des trains s'effectuaient jusqu'alors via un aiguillage situé en avant-gare, supprimé par la suite.
La station doit sa dénomination d'une part à son implantation sur le territoire communal de Boulogne-Billancourt, et, d'autre part, à sa proximité avec le boulevard Jean-Jaurès, lequel rend hommage à Jean Jaurès (1859-1914), orateur et parlementaire socialiste assassiné à l'aube de la Première Guerre mondiale dont il s'opposait au déclenchement. Son nom fut également attribué à la station Jaurès sur les lignes 2, 5 et 7 bis, rebaptisée en son honneur le lendemain de son assassinat, en août 1914.
La desserte de la station n'est assurée à l'origine que par un train sur deux jusqu'à 18 h 40, le restant des circulations retournant alors vers l'est via l'extrémité occidentale de la boucle d'Auteuil. Aujourd'hui, l'ensemble des rames y marquent l'arrêt à l'exception du premier service quotidien ainsi que de quelques rares autres missions en semaine au début de l'heure de pointe.

## Services aux voyageurs

### Accès
La station dispose de trois accès constitués d'escaliers fixes :
- l'accès no 1 « Boulevard Jean-Jaurès, rue du Château, côté numéros impairs », agrémenté d'un mât avec un « M » jaune inscrit dans un cercle, débouchant au droit du no 25 du boulevard précité, au sud du croisement avec la rue du Château ;
- l'accès no 2 « Boulevard Jean-Jaurès, rue du Château, côté numéros pairs », également signalé par un totem « M » jaune, se situant face au no 23 bis du même boulevard, au nord du carrefour avec la rue du Château ;
- l'accès no 3 « Rue du Château » consistant en un édicule à verrière entre deux murs en briques, établi en alignement avec les immeubles du trottoir pair de cette rue, entre les nos 126 bis et 138, face à l'église protestante unie de Boulogne-Billancourt.

Accès à la station
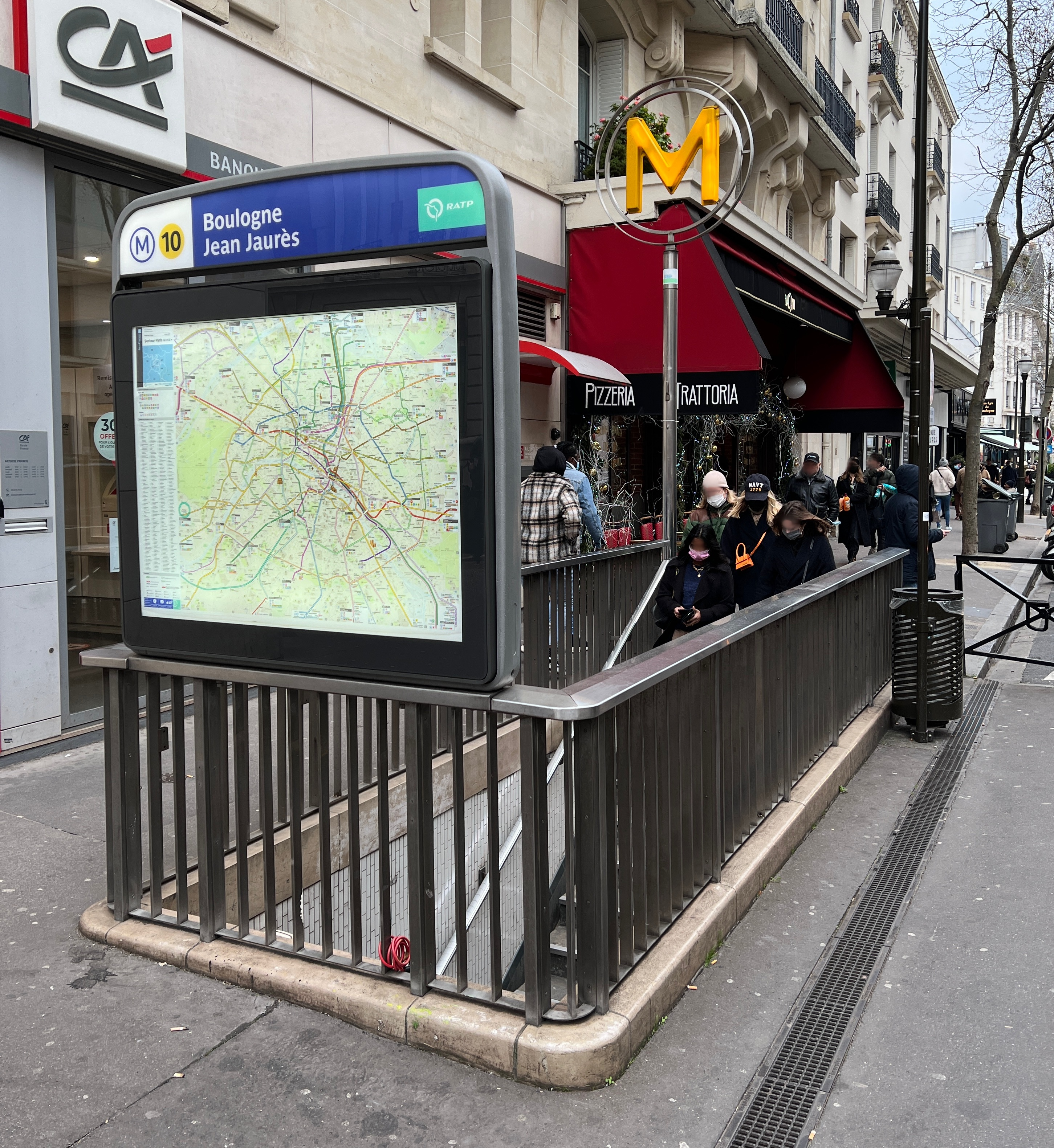
L'accès no 1, boulevard Jean-Jaurès.
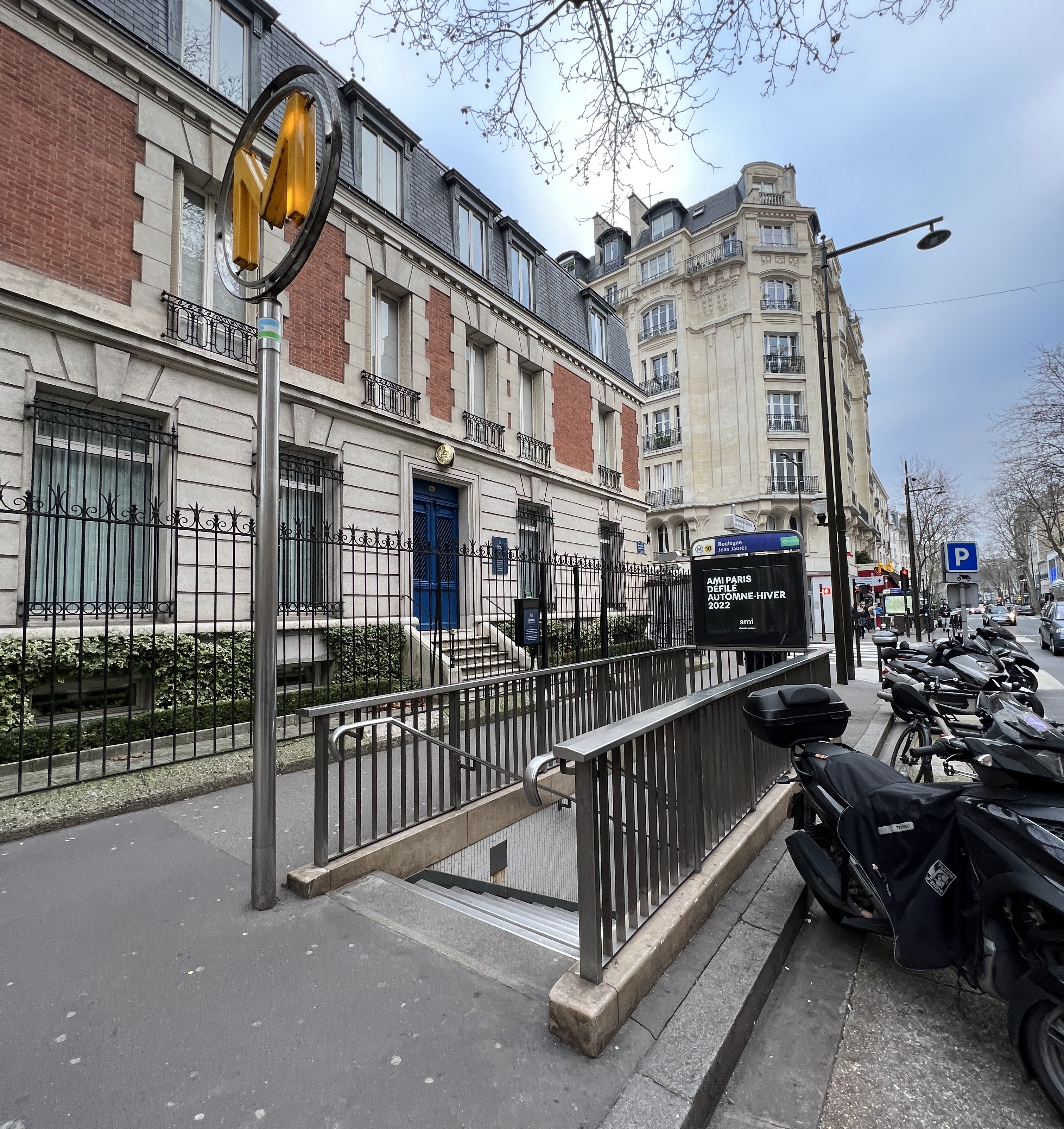
L'accès no 2, sur le même boulevard.
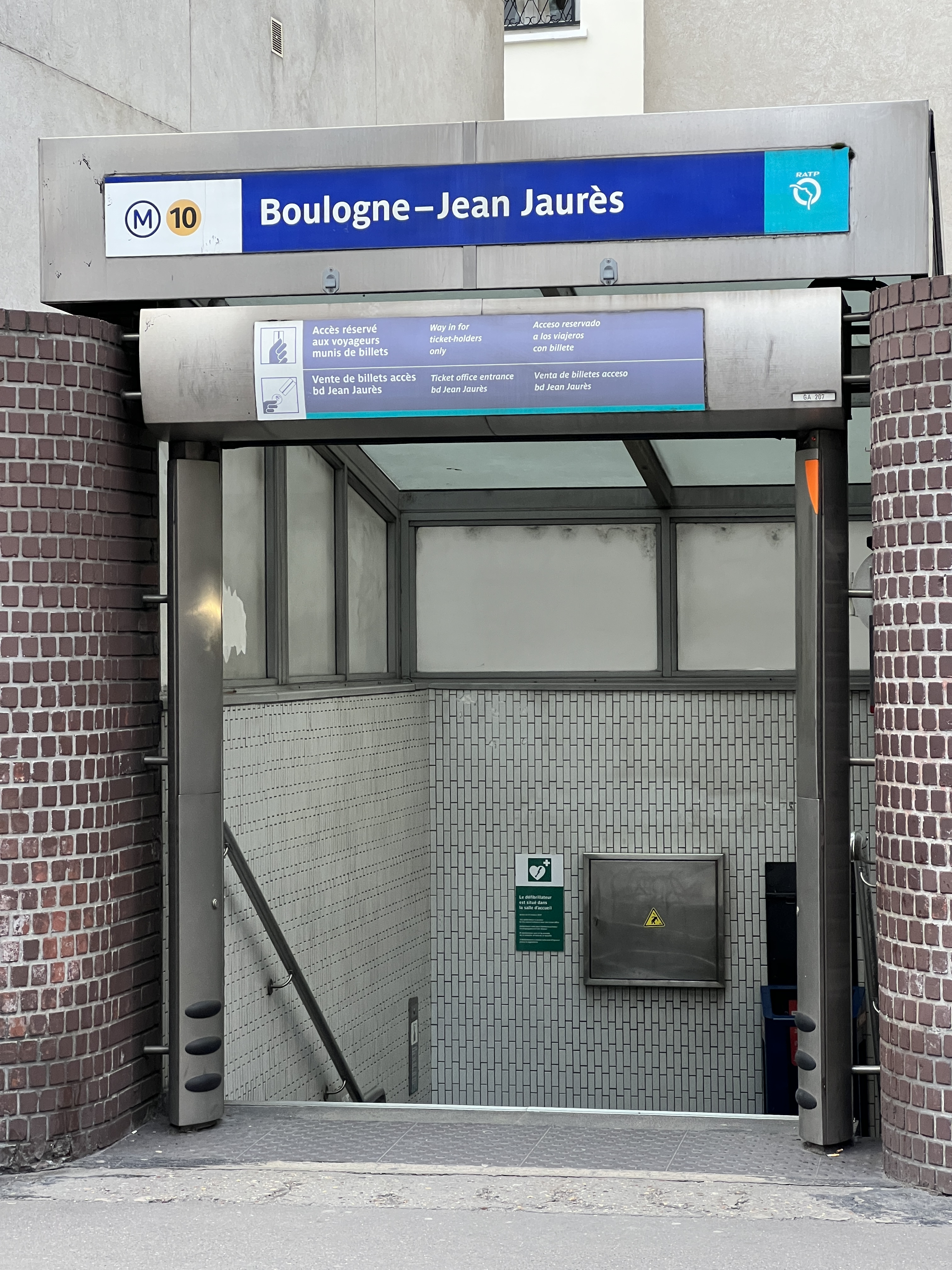
L'accès no 3, rue du Château.

### Quai
Boulogne - Jean Jaurès est une station de configuration particulière pour le métro de Paris : compte tenu de la moindre largeur de la voirie en surface, elle possède un unique quai central, d'une longueur conventionnelle de 75 mètres, encadré par les deux voies du métro. De par sa construction selon la méthode de la tranchée couverte, les piédroits verticaux supportent un plafond horizontal au centre et incliné au droit des murs.
La décoration est une déclinaison du style « Andreu-Motte » avec un dispositif d'éclairage suspendu à structure rouge, comprenant des tubes disposés perpendiculairement et parallèlement aux voies, ainsi que des petits carreaux plats et fins posés verticalement, de couleur bordeaux autour des escaliers d'accès et blanc grisé sur les piédroits (sauf sur la partie inférieure qui est dépourvue de carrelage). Le plafond est simplement laissé dans l'ombre et recouvert d'un flocage coupe-feu noir. Les cadres publicitaires sont métalliques et le nom de la station est inscrit sur des plaques émaillées, en lettres capitales sur les piédroits ainsi qu'en police de caractères Parisine sur le quai en îlot. Les sièges sont de style « Akiko » de couleur rouge bordeaux afin de s'harmoniser avec la teinte du carrelage aux extrémités et de l'armature des luminaires.

Quai de la station
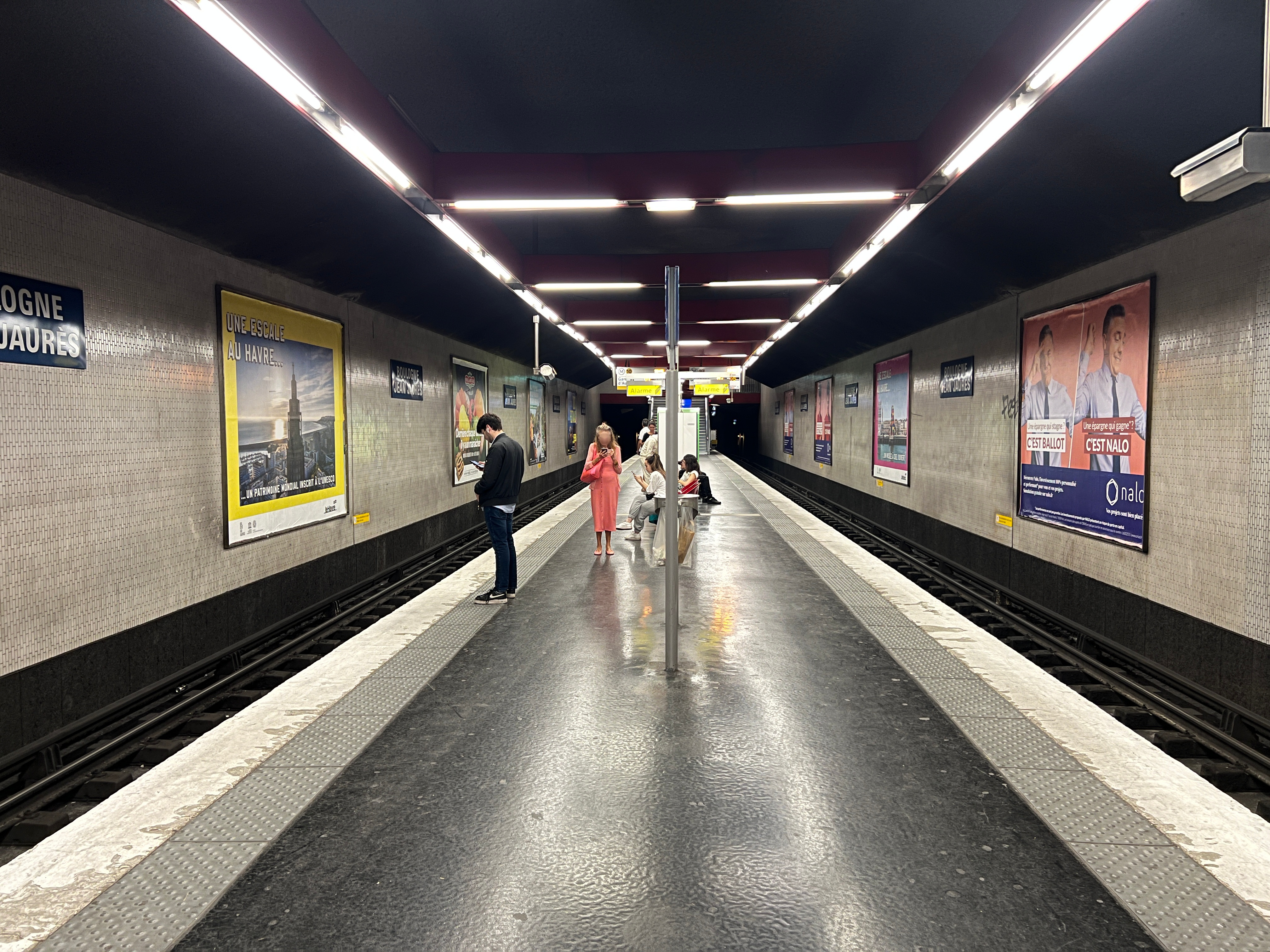
Le quai vu en direction de Boulogne - Pont de Saint-Cloud.
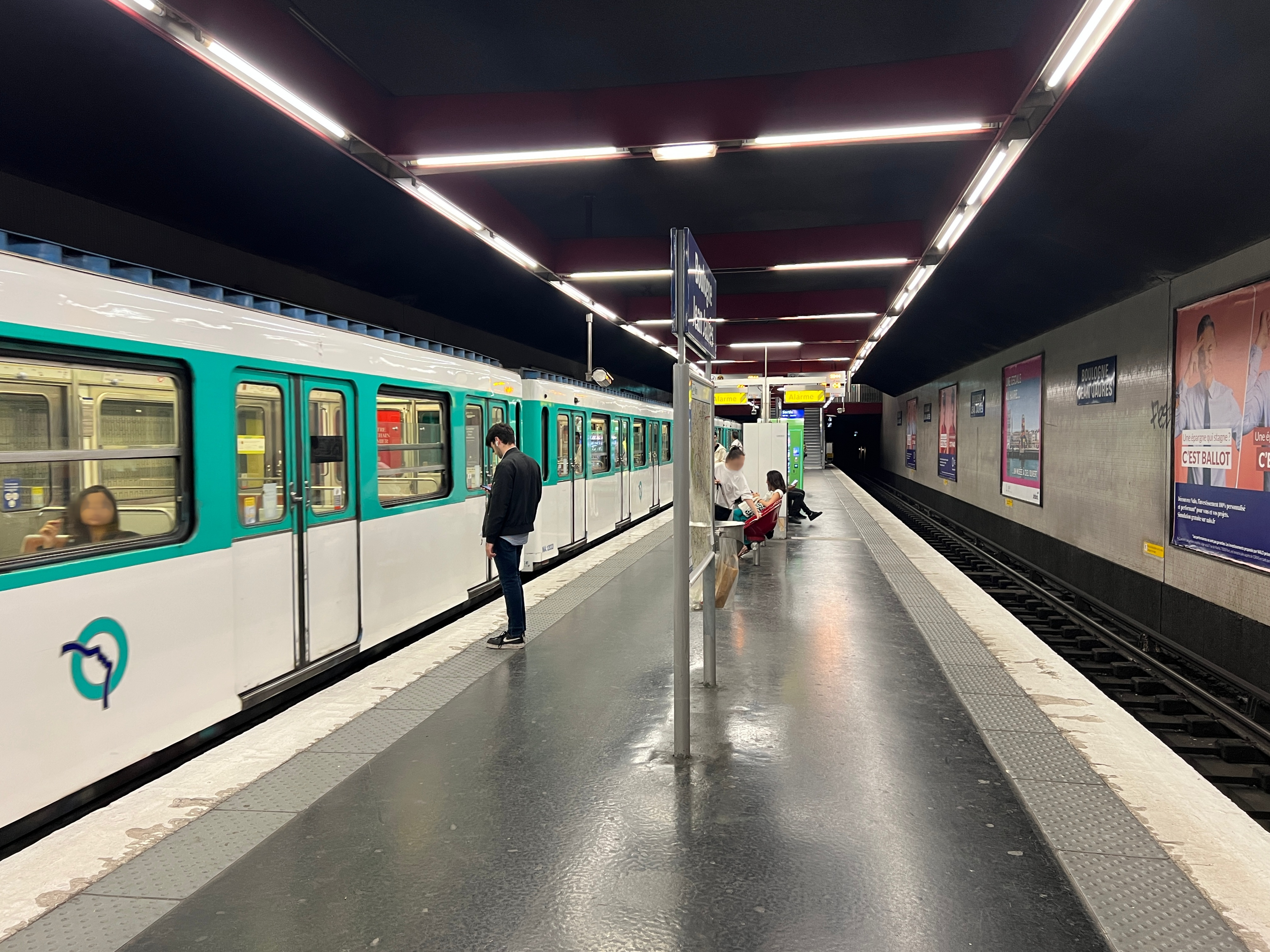
Rame MF 67 marquant l'arrêt en direction de Gare d'Austerlitz.
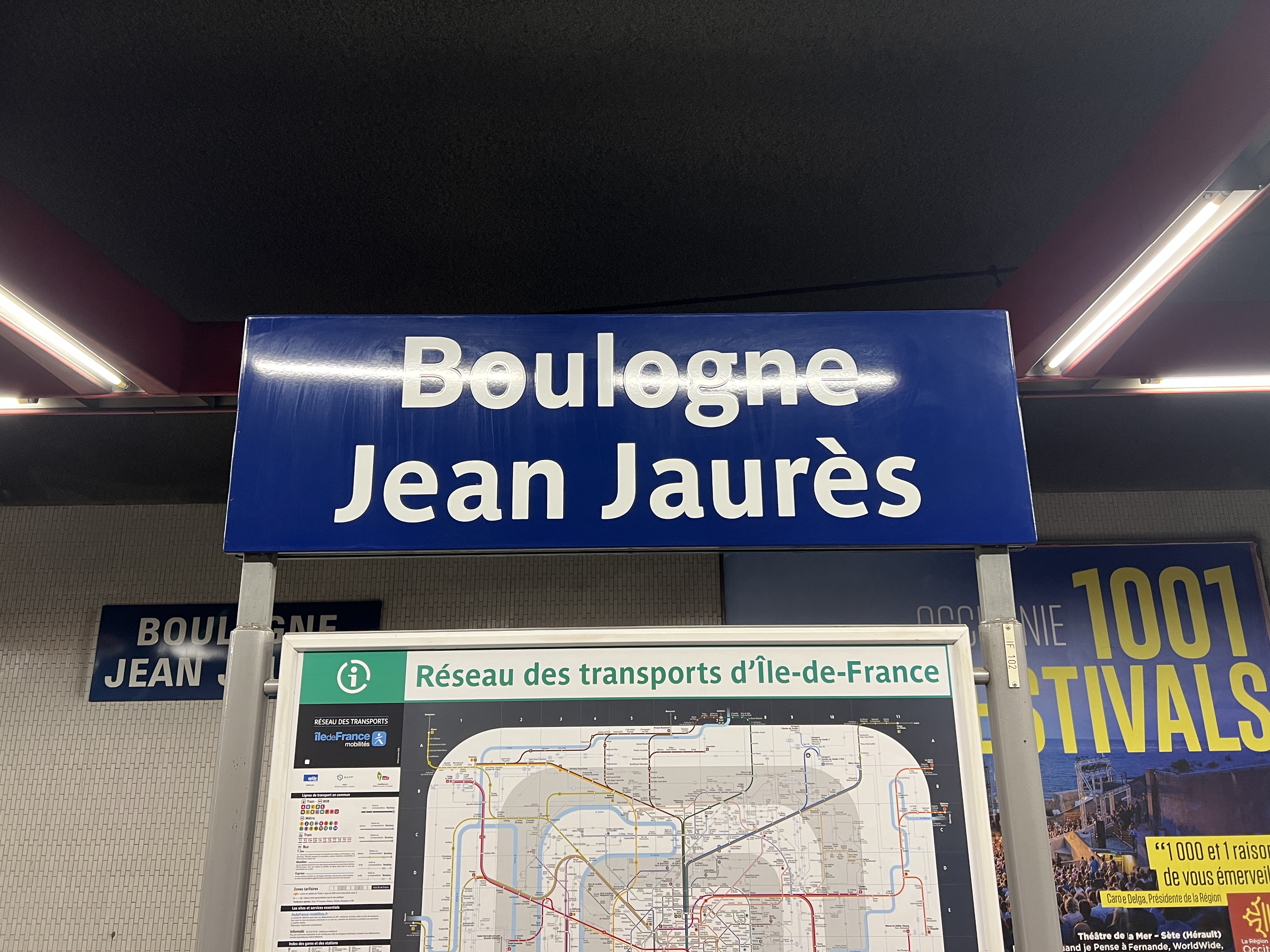
Plaque émaillée indiquant le nom de la station.

### Intermodalité
La station est desservie par les lignes 52 et 123 du réseau de bus RATP.

## Fréquentation
Nombre de voyageurs entrés à cette  station :
| Année                      | 2013      | 2014      | 2015      | 2016      | 2017      | 2018      | 2019      | 2020      | 2021      |
| -------------------------- | --------- | --------- | --------- | --------- | --------- | --------- | --------- | --------- | --------- |
| Nombre de voyageurs par an | 3 847 782 | 3 797 640 | 3 757 980 | 3 767 032 | 3 809 380 | 3 963 135 | 3 785 458 | 2 016 202 | 2 700 354 |
| Rang                       | 134e      | 132e      | 133e      | 135e      | 136e      | 135e      | 129e      | 121e      | 128e      |
| Nombre de stations         | 302       | 302       | 302       | 302       | 302       | 302       | 302       | 304       |           |

## À proximité
- Église Sainte-Cécile de Boulogne-Billancourt
- Église Notre-Dame de Boulogne (également appelée Notre-Dame-de-Boulogne-la-Petite ou Notre-Dame-des-Menus)
- Musée des Années Trente
- Cimetière de l'Ouest (également appelé ancien cimetière de Boulogne)
- Hôpital Ambroise-Paré
- Musée Paul-Belmondo
- Château Rothschild
- Bois de Boulogne